# Novo Topolje
Novo Topolje falu Horvátországban, Bród-Szávamente megyében. Közigazgatásilag Donji Andrijevcihez tartozik.

## Fekvése
Bród központjától légvonalban 20, közúton 25 km-re északkeletre, községközpontjától légvonalban 5, közúton 7 km-re északnyugatra, Szlavónia középső részén, a Dilj-hegység déli lejtőin, a Beravac-patak partján fekszik.

## Története
A régészeti leletek tanúsága szerint területe már az őskorban is lakott volt. A Staro Topoljéra vezető út mellett több történelem előtti régészeti lelőhely (Luk greda, Vrcazići) is található. Ez a terület a középkorban Névna várának tartozéka volt, egyházilag pedig a garcsini plébániához tartozott. Középkori létezésének azonban írásos nyoma nincs, bár a falutól délre, a Staro Topoljéra menő út mentén középkori leleteket is találtak.
A település csak 1761-ben, a garcsini plébániáról szóló egyházi jelentésben tűnik fel először „Gornie Topolie” néven 18, pravoszlávok lakta házzal. A 1775-ös jelentésben már „Novo Topolije” néven 45 pravoszláv házzal szerepel. A katonai igazgatás bevezetése után a bródi határőrezredhez tartozott.
Az első katonai felmérés térképén „Neu Topolie” néven található. Lipszky János 1808-ban Budán kiadott repertóriumában „Topolye (Nove)” néven szerepel. Nagy Lajos 1829-ben kiadott művében „Topolye (Nove)” néven 60 házzal, 4 katolikus és 361 ortodox vallású lakossal találjuk. A katonai közigazgatás megszüntetése után 1871-ben Pozsega vármegyéhez csatolták. A 19. század végén és a 20. század elején Likából, a Hegyvidékről, Boszniából és Dalmáciából katolikus horvátok, a monarchia más részeiről pedig németek, magyarok és ruszinok vándoroltak be.
A településnek 1857-ben 246, 1910-ben 382 lakosa volt. Pozsega vármegye Bródi járásának része volt. Az 1910-es népszámlálás adatai szerint lakosságának 81%-a szerb, 9%-a horvát, 3-3%-a német és magyar, 2%-a ruszin anyanyelvű volt. Az első világháború után 1918-ban az új szerb-horvát-szlovén állam, majd később (1929-ben) Jugoszlávia része lett. 1991-től a független Horvátországhoz tartozik. 1991-ben lakosságának 85%-a szerb, 4%-a jugoszláv, 3%-a ruszin nemzetiségű volt. 2011-ben a településnek 155 lakosa volt.

## Lakossága
| Lakosság változása | Lakosság változása | Lakosság változása | Lakosság változása | Lakosság változása | Lakosság változása | Lakosság változása | Lakosság változása | Lakosság változása | Lakosság változása | Lakosság változása | Lakosság változása | Lakosság változása | Lakosság változása | Lakosság változása | Lakosság változása |
| ------------------ | ------------------ | ------------------ | ------------------ | ------------------ | ------------------ | ------------------ | ------------------ | ------------------ | ------------------ | ------------------ | ------------------ | ------------------ | ------------------ | ------------------ | ------------------ |
| 1857               | 1869               | 1880               | 1890               | 1900               | 1910               | 1921               | 1931               | 1948               | 1953               | 1961               | 1971               | 1981               | 1991               | 2001               | 2011               |
| 246                | 259                | 313                | 421                | 396                | 382                | 374                | 417                | 395                | 388                | 395                | 332                | 299                | 223                | 217                | 155                |